# Громогласово
Громогласово — деревня в Одесском районе Омской области. Входит в состав Ореховского сельского поселения.
Расположена рядом с Казахстанско-российской границой

## История
Село Громогласовское основано в 1908 г на переселенческом участке Аулье-су. В 1911 г. в селе имелись молитвенный дом, школа, мельница.

## Население
| 2010 |
| ---- |
| 221  |